# Kapela sv. Roka u Cvetković Brdu
Kapela sv. Roka je rimokatolička građevina u mjestu Cvetković Brdo, općina Velika Gorica.

## Opis
Kapela sv. Roka smještena je na zaravnjenom dijelu brežuljka na kraju naselja. Sagrađena je 1888. godine kao jednobrodna drvena građevina pravokutne tlocrtne osnove dimenzija cca 15x8 m. Kapela je zaključena peterostranom apsidom s drvenim tornjićem nad glavnim pročeljem. Tipološki pripada drvenim kapelama konzolno izbačenoga zabata. Unutrašnji prostor svođen je koritastim svodom širokoga raspona. U svetištu je glavni oltar sv. Roka te bočni oltar posvećen sv. Vidu uz sjeverni zid. Kapela sv. Roka predstavlja vrijedan primjer drvene sakralne arhitekture, a njezina uklopljenost u pejzažni kontekst pridonosi stvaranju skladnoga, oplemenjenoga te visoko valoriziranoga mikroambijenta.

## Zaštita
Pod oznakom Z-6204 zavedena je kao nepokretno kulturno dobro - pojedinačno, pravna statusa zaštićena kulturnog dobra, klasificirano kao "sakralna graditeljska baština".